# 日本クレール
日本クレール（にほんクレール）は、サンミュージックプロダクションに所属する日本のお笑いコンビ。2011年6月結成。破壊コント集団。

## メンバー
- 中島 女の子（なかじま おんなのこ、本名:中島 圭太〈なかじま けいた〉1986年5月22日（38歳） -）
  - ボケ・ネタ作り担当、立ち位置は向かって左。
  - ネタの中ではボケ役が多いが、やぶJラジオや平場ではツッコミ役も多い。（りごがボケるというよりも、知識の無さや、常識の無さに訂正を入れるツッコミ）
  - 吉本新喜劇、寄席番組など主に関西の番組からお笑いの影響を受けている。
  - 兵庫県西宮市出身、兵庫県立西宮高等学校卒業。大卒。身長173cm、体重80kg。長髪がトレードマーク。趣味はギャンブル・音楽・マンガ。特技はサッカー・足が速い。
  - 足が速く50mは6秒。100mは10秒96。
  - 好きなアニメ作品は宇宙よりも遠い場所。
  - ラジオは「田村ゆかりのいたずら黒うさぎ」と「放送室」しか聞いたことがないが、最近では「金属バットの社会の窓」がお気に入り。
  - 本は読んだことがないという嘘をついている。
  - 既婚で一児の父。サンシェードのついたベビーカーを使用している。
  - 高校公民の教員免許を持っている[1]。
  - 身体能力が非常に高く、高校サッカーでは国体選手候補になった。(「実際はなんちゃって国体候補合宿に行っただけ」と本人談。)
  - 愛煙家。お気に入りの煙草の銘柄はマルボロメンソールライト。（後にロングに変更）『ニコチン毒バラマキ野郎』という異名を持つ。
  - おちんぽ書道家1999年初段取得だが、翌年2000年に破門となっているので『自称』となる。破門理由は不明｡
  - 自称『太包茎』。包茎は親のせいにしている。
  - 毎日ツイキャス(通称：ツ)で恋のから騒ぎをしている。また 皿洗い をして視聴者を楽しませている。
  - 主な移動手段はジャイロキャノピー。
  - ジャイロキャノピーのトランクに拳銃を隠し持っていると何度も抵触行為を豪語している。
  - 見た目に反して下戸であり、甘いものが好き。

- りご（本名:菅沼 宏一〈すがぬま こういち〉1987年3月5日（38歳） -）
  - ツッコミ担当、立ち位置は向かって右。
  - 兵庫県西宮市出身、兵庫県立西宮高等学校卒業。大卒。身長170cm、体重63kg。趣味は読書・パチンコ・飲酒。特技はサッカー・右打ち。
  - 芸名は小学校時代からのあだ名[2]。
  - トランスフォーム福田（マイスイートメモリーズ）、大西（黒帯）とは仲が良く大阪時代は同居していた。
  - 年に4回は旅行へ行く程の旅行好き。[3]
  - 腕立て伏せが好きで、所構わずよく腕立て伏せをしていた時期があった。
  - 「やぶき」や「なっふぉーな」「まひゃ」などの独特な言語表現を用いる。
  - 包容力がなくプライドが高い。
  - Radiotalkとミクチャにて毎日生配信している。
  - 好きな芸能人はBiSHのモモコ・グミ・カンパニーと中川翔子（ぴょこにゃん太郎先生と呼んでいる）。

## 略歴
NSC大阪校31期出身でピン芸人として活動していた中島に、小中高の同級生で引きこもりだったりご（りごは千原ジュニアに憧れて、才能がありそうだから引きこもりという嘘をついていた事を後に中島にバラされて激怒した。）が引きこもりから脱却するべく声をかけ、コンビ結成。結成後は5upよしもとのオーディションライブや多数のインディーズライブに出演。
2015年1月、東京進出。同年9月、サンミュージックに所属が決まる。
現在は東京でのライブ出演を主に活動中。
2017年10月、日本クレールのやぶJラジオを開始。
2019年夏頃、中島が腰を痛める。
2020年1月末、中島が腰痛から復帰。
2022年9月、サンミュージックGETライブのG2クラスへ昇格

## 芸風
コントと漫才を両方演じる。コントでは中島が奇声を発したり、服を脱ぐことが多い。
過激なネタ、下ネタ、コミック漫画のようなバカげたネタ、独特なホラータッチのネタ、意味不明なネタなど様々。
その他、中島扮する「どっち君」というネタも存在する。

## エピソード
- りごは過去にキャスターマイルドを吸っていたが「お金がない」という理由で辞めたと話していた。実際のところ健康を考えての禁煙であり、それを相方の中島にラジオで指摘された際にブチギレた。

## 出演

### テレビ
- ノリで行こう!!（テレビ大阪、2014年5月24日）- 中島のみ
- 土曜ドラマ24昼のセント酒（テレビ東京、2016年4月16日）- 中島のみ
- 東京オーディション(仮)（TOKYO MX、2017年12月12日・2018年1月9日・2月20日・5月7日・6月11日）
- ウチのガヤがすみません!（日本テレビ、2018年4月10日）
- 水曜日のダウンタウン（TBSテレビ、2019年2月20日）- 中島のみ
- 勇者ああああ（テレビ東京、2020年4月6日）
- 遊戯配信（TOKYO MX、2021年6月5日）-りごのみ
- バナナサンド（TBSテレビ、2021年8月24日）- 中島のみ
- ニューヨークと蛙亭のキット、くる!! （テレビ神奈川、2022年8月10日）

### ネット
- 寝るプリンの恐竜テレビ（ツイキャス、不定期配信） - ローズヒップファニーファニーとの番組
- スピードワゴンの月曜The NIGHT（AbemaTV、2018年5月21日、7月24日[5]）
- 黒帯会議 オモロ川フィルムブラック（Youtube、2022年12月1日）-りごのみ電話出演
- 芸人♯0（チバテレビ・ミクチャTV、2022年7月31日）

### ラジオ
- 日本クレールの日本帝国放送（Seesaa、2012年6月 - 2014年12月）
- 日本クレールのやぶJラジオ（YouTube、2017年10月 - ）
- なまナカ相談室 (中島女の子) (@jpclairno) - ツイキャス
- スターワールドch（FMぎのわん、2021年12月25日）
- 日本クレールりごのまひゃの部屋（Radiotalk 2022年10月 - ）

### 映画
- デスフォレスト 恐怖の森5 （NSW、2016年9月3日公開）- サーモン役、中島のみ

## ライブ
- サンミュージックGETライブ
- 起立!!日本大陸（ピン芸人・大陸との月例合同ライブ）
- 爆笑! ライジングドラゴンボール亭
- ボボライブ
- Gシニア（ズンズンポイポイとの合同ライブ）
- 刺武羅怒憂舞都宴（街裏ぴんく・ズンズンポイポイ・虹の黄昏・ポピー藤原・金属バットとの合同ライブ）
- ヤバメンツオブザトーキョー
- ハリウッドザコシショウのハリウッド寄席
- くそいろ春祭り（三浦マイルド主催のライブ）
- マイルド睦会定例会
- 寝るプリンの恐竜テレビ 無修正版
- 渋谷バット9（金属バット主催のライブ）
- 煉獄
- 利根川パーティー
- ネターミテーナー（なにわプラッチック主催のライブ）
- しぶロフ寄席～キュレーターは竹内ズ～
- 魔の巣
- やぶJラジオ公開収録(CC1グランプリ副賞ライブ)

その他多数出演

### コンビ
- 日本クレール｜Sun Music Group Official Web Site
- 日本クレールチャンネル - YouTubeチャンネル
- 日本クレール - SUZURI

### 中島女の子
- 日本クレール中島女の子 (@jpclairNO) - X（旧Twitter）
- 日本クレール中島女の子 (@ramon2422) - Instagram
- なまナカ相談室 (中島女の子) (@jpclairno) - ツイキャス
- 日本クレール中島女の子 (jpclairnakashima) - note

### りご
- 日本クレール りご (@nihoncr) - X（旧Twitter）
- 日本クレール りご (@rig1414) - Instagram
- 日本クレールりごの「説教ちゃんねる」 - YouTubeチャンネル
- 日本クレールりごの凄まじく包容力のないゲームチャンネル - YouTubeチャンネル
- 日本クレール りご (s35050845) - note